# 夹湖乡
夹湖乡，是中华人民共和国江西省赣州市龙南市下辖的一个乡镇级行政单位。

## 行政区划
夹湖乡下辖以下地区：
花树村、三门村、新城村、松湖村和杨岭村。